# Parafia św. Anny w Kodniu
Parafia Świętej Anny w Kodniu – parafia rzymskokatolicka z siedzibą w Kodniu. Parafię prowadzą misjonarze oblaci Maryi Niepokalanej.

## Zasięg parafii
Do parafii należą wierni z miejscowości: Dobromyśl, Elżbiecin, Kąty, Kodeń, Okczyn, Olszanki, Szostaki oraz Zabłocie.